# Asociación de Fútbol de Viña del Mar
La Asociación de Fútbol de Viña del Mar es una asociación de clubes de fútbol amateur de Viña del Mar, Chile. Si bien no es la única asociación de fútbol de la comuna, es la más antigua de estas. Su sede está ubicada en Etchevers n°138.

## Historia
La Asociación fue fundada el 8 de abril de 1915.
Esta —al igual que la de Santiago entre 1934 y 1936— contó con su propia sección de fútbol profesional, la cual existió durante 3 años (desde el 9 de abril de 1943 hasta el 27 de abril de 1946).

## Clubes

### Actuales
En el presente (2025), la organización deportiva está conformada por 17 clubes miembros que se presentan en la siguiente lista. En negrita los clubes que formaron parte de la Sección Profesional.
- Bandera de Chile
- Canal Beagle
- Cardenal Caro
- Carmelo y Praga[a]
- Centro América
- Cóndor
- Forestal
- José Miguel Carrera
- Juventud Santa María
- Las Colinas
- Lomas Chorrillos
- Monterrey
- René Quitral
- Serena
- Tamarugal
- Tarapacá
- Villa Dulce CRAV

### Anteriores
- Arcoíris
- Atlético Italiano
- Deportes Recreo[6]
- Ecuador Municipal
- Everton de Viña del Mar[b][7]
- República
- Viña del Mar

## Campeones de la Sección Profesional de la Asociación de Viña del Mar
| Año  | Campeón               |
| ---- | --------------------- |
| 1943 | Ecuador Municipal (1) |
| 1944 | Everton (1)           |
|      |                       |
| 1945 | Tamarugal (1)         |